# 영중초등학교
영중초등학교는 대한민국 경기도 포천시에 있는 공립 초등학교이다.

## 학교 연혁
- 1954년 7월 1일: 영중국민학교 개교
- 1955년 3월 28일 : 초대 김남손 교장 취임
- 1996년 3월 1일 : 영중초등학교로 개명
- 2020년 1월 6일 : 제66회 졸업(15명, 총 3,960명)
- 2020년 3월 1일 : 제20대 최용근 교장 취임
- 2022년 1월 11일: 제68회 졸업(13명, 총 3,984명)
- 2022년 3월 1일 : 폐교 및 포담초등학교로 통폐합[2]

## 참고 자료
- 영중초등학교 - 한국교육학술정보원 학교알리미

## 같이 보기
- 영평초등학교
- 금주초등학교